# Weißenhof (Stuttgart)
Weißenhof ist ein 2001 geschaffener Stadtteil der baden-württembergischen Landeshauptstadt Stuttgart. Zusammen mit den zehn Stadtteilen Am Bismarckturm, Am Pragfriedhof, Am Rosensteinpark, Auf der Prag, Heilbronner Straße, Killesberg, Lenzhalde, Mönchhalde, Nordbahnhof und Relenberg bildet er den Stadtbezirk Stuttgart-Nord.
Der Name Weißenhof geht auf einen gleichnamigen landwirtschaftlichen Betrieb an der oberen Birkenwaldstraße zurück, der in der zweiten Hälfte des 18. Jahrhunderts durch die Bäckermeister Philipp und Sebastian Weiß gegründet worden war. Im Südwesten des Stadtteils liegt die Weißenhofsiedlung. Der Name Weißenhof leitet sich aus einer von Georg Philipp Weiß (1741–1822) gegründeten Meierei ab.
Seit 1913 befindet sich hier auch die Kunstgewerbeschule (heute Staatliche Akademie der Bildenden Künste Stuttgart).

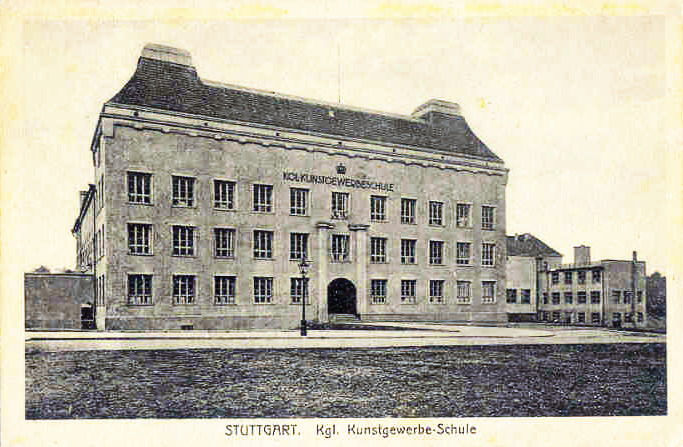
Postkarte der Königlichen Kunstgewerbeschule, 1913–1918

2006 wurde in der Rathenaustraße 3 das Weissenhofmuseum eröffnet, mit einer in den originalen Zustand von 1927 zurückversetzten Wohnung.
An der Parlerstraße befindet sich der Tennisverein TC Weissenhof, auf dessen Tennisanlagen alljährlich im Juli der Mercedes Cup (früher Internationales Weißenhofturnier) ausgetragen wird.